# Alva (Oklahoma)
Alva ist eine Stadt im Woods County (Oklahoma) am Salt Fork Arkansas River. Alva hat 5.028 Einwohner (Stand: Volkszählung 2020) und ist die Hauptstadt des Woods County.

## Geschichte und Beschreibung
Alva wurde 1893 gegründet als Stützpunkt für den Oklahoma Land Run, den größten Wettlauf zur Besiedlung des mittleren und westlichen Oklahoma. Der Ort wurde wegen seiner Lage an der Atchison, Topeka & Santa Fe Eisenbahn gewählt und wahrscheinlich nach dem Eisenbahnbevollmächtigten Alva Adams benannt, der gerade Gouverneur von Colorado geworden war.
In Alva befindet sich die Northwestern Oklahoma State University (NWOSU), die 1897 als einfache Schule gegründet worden war. Deren Hauptgebäude war lange Zeit als das „Schloss auf dem Hügel“ bekannt, ein großes, fantasiereiches, aus Ziegeln gemauertes Gebäude, das einem normannischen Schloss nachempfunden war und die Stadt weit überragte. Es brannte 1935 nieder und wurde durch die biederere Jesse Dunn Hall ersetzt, welche 1937 von Eleanor Roosevelt eingeweiht wurde.
Heute bittet die Stadtverwaltung ausdrücklich um Wandmalereien (eine der neuesten bildet das oben genannte „Schloss“ ab) und versucht Geschäfte und Touristen anzulocken, um die Menschen in der Stadt zu halten. Dies ist umso wichtiger als die Bevölkerung von Woods County seit den 1930ern rückläufig ist. Von 1990 bis 2000 verlor Alva 200 Einwohner. Es hat einen Walmart Supermarkt, den kleinsten je gebauten. Die Region gilt als religiös, allein in Alva stehen 16 verschiedene Kirchen. Die Stadt ist eine der wenigen dieser Größe in Oklahoma, in der noch immer eine eigene Tageszeitung erscheint, der Alva Review-Courier.

## Geographie
Laut dem United States Census Bureau hat die Stadt eine Fläche von 6,1 km². Es gibt keine Wasserflächen in der Stadt.

## Bevölkerung
Laut der US-Volkszählung von 2000 hatte Alva 5.288 Einwohner, 2.205 Haushalte und 1.261 Familien. Die Bevölkerungsdichte betrug 861,5/km². Es gab 2.644 Gebäude mit einer Dichte von 430,7/km². Nach Rassen bestand die Bevölkerung aus 94,99 % Weiße, 1,30 % Afroamerikaner, 1,34 % Indianer (Native American), 0,78 % Asiaten, 0,04 % Pazifikinsulaner (Pacific Islander), 0,23 % anderen Rassen und 1,32 % Nachfahren von 2 oder mehr Rassen. 1,82 % waren Hispanics oder Latinos unabhängig von ihrer Rassenzugehörigkeit.
Es gab 2.205 Haushalte, in 23,9 % davon lebten Kinder unter 18 Jahren, 46,1 % waren zusammen lebende Ehepaare, 8,4 % wurden allein von Frauen geführt und 42,8 % waren keine Familien. 34,7 % der Haushalte bestanden aus Alleinstehenden und 16,0 % aus Alleinstehenden von 65 Jahren oder älter. Die durchschnittliche Haushaltsgröße betrug 2,16 und die durchschnittliche Familiengröße 2,81 Personen.
Die Zusammensetzung nach Alter umfasste 18,9 % unter 18, 21,7 % von 18 bis 24, 20,5 % von 25 bis 44, 18,9 % von 45 bis 64 und 20,0 % waren 65 Jahre oder älter. Das Durchschnittsalter betrug 35 Jahre. Auf 100 Frauen kamen 93,8 Männer und auf 100 Frauen von 18 Jahren oder älter kamen 88,5 Männer.
Das Durchschnittseinkommen eines Haushalts betrug 27.432 US-Dollar und das einer Familie 38.041 $. Männer hatten ein Durchschnittseinkommen von 27.531 $ gegenüber 17.981 $ bei Frauen. Das Prokopfeinkommen in der Stadt betrug 17.966 $. 9,1 % der Familien und 17,1 % der Bevölkerung lebten unter der Armutsgrenze, darunter 13,8 % derer unter 18 und 7,0 % derer mit 65 Jahren oder älter.

## Bildung
Neben der Northwestern Oklahoma State University befindet sich auch das Northwest Technology Center in Alva. Die Highschool, die Mittelschule und drei Grundschulen werden vom unabhängigen Schulbezirk von Alva betrieben.

## Bekannte Einwohner
Alva ist der Geburtsort von
- Marilyn Mason (1925–2019), Organistin und Musikpädagogin
- Jack Ging (1931–2022), Schauspieler
- Lex Frieden (* 1949), Behindertenaktivist